# Dostarlimab
Dostarlimab ist ein monoklonaler Antikörper, der als Arzneistoff zur Behandlung bestimmter Formen des Endometriumkarzinoms (Krebs der Gebärmutterschleimhaut) eingesetzt wird.

## Eigenschaften
Dostarlimab ist ein humanisierter IgG4 monoklonaler Antikörper gegen das Programmierter-Zelltod-Protein 1 (programmed cell death protein 1, PD-1). Es handelt sich um ein glycosyliertes Homodimer, das aus je zwei identischen schweren γ-Ketten und leichten κ-Ketten besteht, die über Disulfidbindungen verbunden sind. An den schweren Ketten fehlt überwiegend am C-terminalen Ende das Lysin (Position 443). Die vorherrschenden N-gebundenen Glykoformen sind fucosylierte biantennäre Glykane. Das Fehlen einer antikörperabhängigen zellvermittelten Zytotoxizität (antibody dependent cellular cytotoxicity, ADCC) wurde experimentell nachgewiesen.
Dostarlimab wird in Kulturen gentechnisch veränderter Ovarialzellen des Chinesischen Zwerghamsters (CHO-Zellen) produziert.

## Wirkungsmechanismus
Dostarlimab wirkt durch Bindung am PD-1-Rezeptor, wodurch dessen Interaktion mit den Liganden PD-L1 und PD-L2 blockiert wird (PD-1-Inhibitor). Er zählt zur Wirkstoffgruppe der Immuncheckpoint-Inhibitoren.

## Verwendung
Dostarlimab wurde im April 2021 als Jemperli (GlaxoSmithKline) sowohl in der EU als auch in den USA mit Auflagen zugelassen (bedingte Zulassung bzw. accelerated approval) für die Monotherapie von erwachsenen Patientinnen mit einem rezidivierenden oder fortgeschrittenen Endometriumkarzinom (Krebs der Gebärmutterschleimhaut) mit Mismatch-Reparatur-Defizienz (dMMR) / hoher Mikrosatelliteninstabilität (MSI-H), das während oder nach einer vorherigen Behandlung mit Platin-basierten Medikamenten fortgeschritten ist.
Der Antikörper wird in mehreren mehrwöchigen Zyklen jeweils als intravenöse Infusion gegeben.

### Nebenwirkungen und Anwendungsbeschränkungen
Bei Patienten mit fortgeschrittenen oder rezidivierenden soliden Tumoren waren die häufigsten Nebenwirkungen, die bei über 10 Prozent der Behandelten beobachtet wurden Anämie, Übelkeit, Durchfall, Erbrechen, Gelenkschmerzen (Arthralgie), Juckreiz (Pruritus), Hautausschlag, Fieber und veränderte Schilddrüsenaktivität. Unter der Behandlung mit Dostarlimab kann es zu immunvermittelten Entzündungsreaktionen kommen, die schwerwiegend und lebensbedrohlich sein können, weswegen die Therapie unter besonderer fachärztlicher Überwachung erfolgen muss.

### Zulassungsstudien
Die Zulassung von Dostarlimab basiert auf der klinischen Phase-I-Studie GARNET: Untersucht wurden die objektive Ansprechrate und Ansprechdauer bei Frauen mit rezidiviertem oder fortgeschrittenem dMMR/MSI-H-Endometriumkarzinom, deren Tumor während oder nach einer platinbasierten Chemotherapie progredient wurde. Bei der Nachbeobachtung nach mindestens 24 Wochen war der Krebs bei 43,5 Prozent der mit Dostarlimab behandelten Frauen geschrumpft oder nicht mehr nachweisbar.
In der noch fortlaufenden Phase-III-Studie RUBY wird Dostarlimab in Kombination mit Standard-Chemotherapie (Dostarlimab plus Carboplatin-Paclitaxel) untersucht bei Frauen mit rezidiviertem oder primär fortgeschrittenem Endometriumkarzinom gegenüber der alleinigen Gabe einer Chemotherapie (Placebo plus Carboplatin-Paclitaxel).

## Frühe Nutzenbewertung
In Deutschland müssen seit 2011 neu zugelassene Medikamente mit neuen Wirkstoffen gemäß § 35a SGB V einer „frühen Nutzenbewertung“ durch den Gemeinsamen Bundesausschuss (G-BA) unterzogen werden, wenn der pharmazeutische Hersteller einen höheren Verkaufspreis als nur den Festbetrag erzielen möchte. Nur wenn ein Zusatznutzen besteht, kann der Arzneimittelhersteller mit dem Spitzenverband der gesetzlichen Krankenkassen einen Preis aushandeln. Die Dossierbewertungen, auf deren Basis der G-BA seine Beschlüsse fasst, erstellt das Institut für Qualität und Wirtschaftlichkeit im Gesundheitswesen (IQWiG).
Für die Nutzenbewertung unterschied der G-BA im Juni 2024 zwischen Patientinnen mit einer primär fortgeschrittenen Erkrankung sowie Patientinnen mit rezidivierender Erkrankung. Für die erste Gruppe sieht der G-BA keinen Zusatznutzen. Es hatten sich in den Endpunktkategorien Mortalität, Morbidität und Nebenwirkungen keine relevanten Unterschiede zur Vergleichstherapie gezeigt. In der Kategorie der gesundheitsbezogenen Lebensqualität zeigten sich zwar leichte Vorteile, diese würden für sich allein genommen aber noch keinen Zusatznutzen rechtfertigen, erläuterte Professor Josef Hecken, unparteiischer Vorsitzender des G-BA. Für die zweite Gruppe, Patientinnen mit rezidivierender Erkrankung, konnte hingegen ein deutlicher Vorteil im Endpunkt Gesamtüberleben gezeigt werden. Die mediane Überlebenszeit betrug 35 Monate im Interventionsarm verglichen mit 12 Monaten für die zweckmäßige Vergleichstherapie. Zusätzlich zeigten sich im Bereich Lebensqualität moderate Vorteile. Für die Kategorien Morbidität und Nebenwirkungen zeigten sich keine relevanten Unterschiede. Der deutliche Vorteil im Gesamtüberleben rechtfertigt für den G-BA angesichts der fortgeschrittenen Therapiesituation einen Hinweis auf einen erheblichen Zusatznutzen – die höchstmögliche Bewertungskategorie.

## Forschung
Dostarlimab wird, in der Regel in Kombination mit anderen Therapeutika, für Patienten mit fortgeschrittenen soliden Tumoren oder metastasierten Karzinomen erforscht, wie etwa dem Rektumkarzinom mit dMMR. Die US-Arzneimittelbehörde FDA erteilte für die Behandlung von rezidivierenden oder fortgeschrittenen dMMR-Tumoren in der Zweitlinie einen accelerated approval („beschleunigte Zulassung“).

## Handelsnamen
Jemperli (EU, USA)